# Oliver Sykes

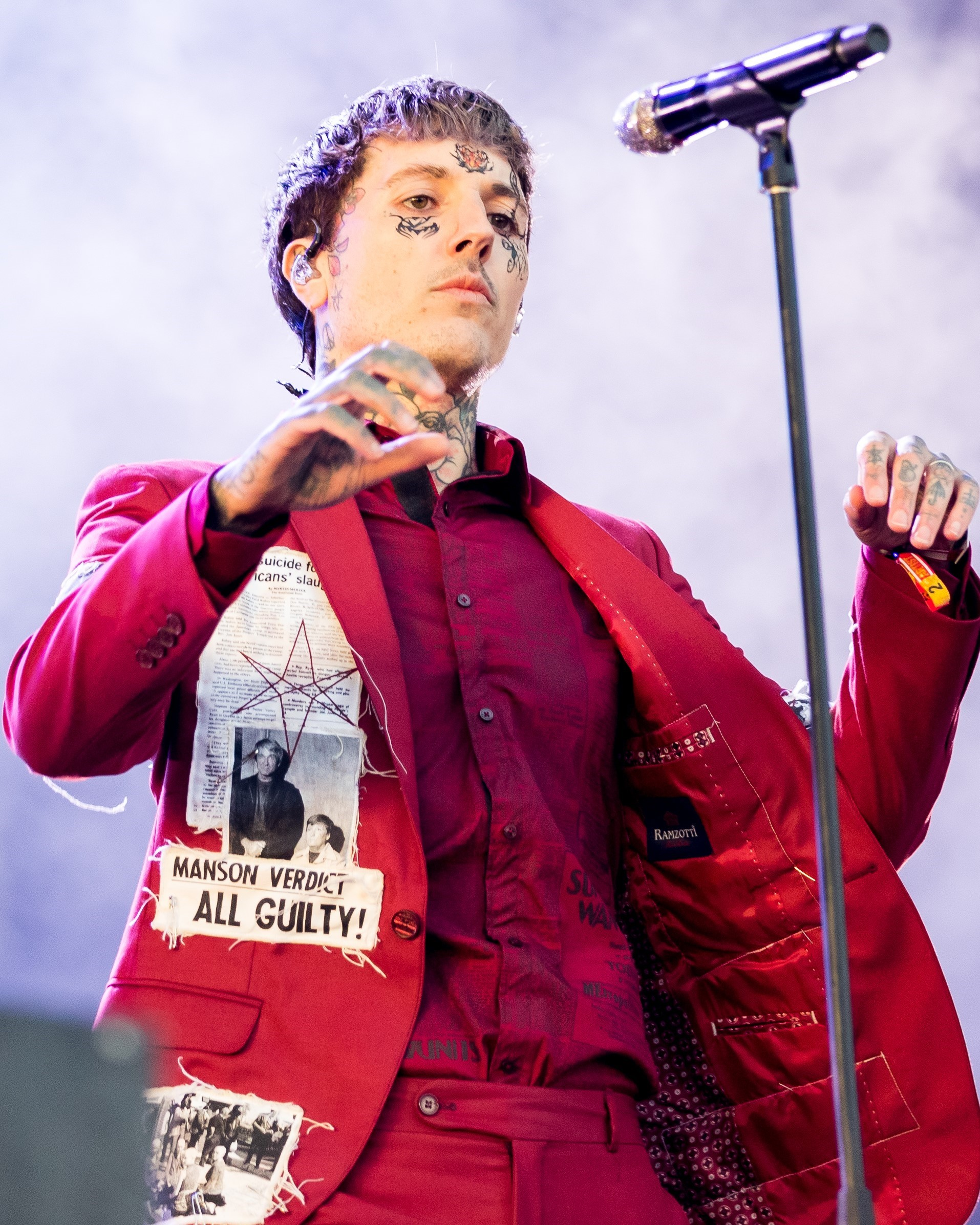
Oliver Sykes (2019)

Oliver Scott Sykes (* 20. November 1986 in Stocksbridge bei Sheffield/Yorkshire) ist ein englischer Sänger und Frontmann der Band Bring Me the Horizon. Ebenso tritt Sykes als Gründer des Modelabels Drop Dead Clothing in Erscheinung, dessen Kleidungsstücke hauptsächlich von Künstlern aus den extremeren Metal- und Hardcore-Subgenres gestaltet werden.

## Biographie
Als Sykes fünf Jahre alt wurde, wanderte seine Familie nach Australien aus. Nach etwa 6 Jahren kehrten sie wieder nach England zurück. Als Teenager besuchte er dann die Stocksbridge High School, wo er eine Klassenstufe unter Alex Turner und Matt Helders von den Arctic Monkeys war. Nachdem er die Schule hatte verlassen müssen, veröffentlichte er einige Compilation-CDs unter dem Namen QuakeBeat. Mit 16 gründete er gemeinsam mit dem späteren Rolo-Tomassi-Keyboarder James Spence das Ambient-Electonic-Projekt Olisarus. Später gründete er gemeinsam mit seinem Freund Neil Whiteley die Death-Metal-Band Purple Curto. An seinem 18. Geburtstag spielte die Band einige Songs, die von Neil Whiteleys Freundin gesungen wurden. 2004 gründete er mit Matt Nicholls die Metalcore-/Deathcore-Band Bring Me the Horizon, die sehr erfolgreich ist. Mit der Band gewann er den Kerrang-Award für die beste Newcomer-Band im Vereinigten Königreich. Kurz nach der Gründung dieser Band gründete er gemeinsam mit seinem Bruder Tom und Matt Nicholls das Rap-Projekt Womb 2 da Tomb, das bisher ein Album veröffentlicht hat. Des Weiteren ließ er auf seiner Myspace-Präsenz verlauten, dass er ein weiteres Musikprojekt plant. Dieses soll kurz nach dem Erscheinen des zweiten Albums der Band Bring Me the Horizon verwirklicht werden, mittlerweile wurde aber schon deren fünftes Album veröffentlicht.
Er besuchte das College, das er aus Frustration im Alter von 16 Jahren verließ. Dort studierte er Grafikdesign und Medien. Im Jahr 2014 berichtete Sykes, eine Suchttherapie aufgesucht zu haben, nachdem er einige Zeit lang ketaminabhängig war. Im Zuge der Therapie wurde bei Sykes eine neue Form der Medikation angewandt, um seine Aufmerksamkeitsdefizit-/Hyperaktivitätsstörung, die bereits in früher Kindheit diagnostiziert wurde, effektiver zu behandeln.
Am 12. Juli 2015 heiratete er seine langjährige Freundin und Verlobte Hannah Pixie Snowdon in Italien. Im Juni 2016 gab Sykes auf der Plattform Instagram die Trennung bekannt. Im Oktober 2017 bestiegen er und Bandkollege Jordan Fish gemeinsam den Kilimandscharo in Kenia für den guten Zweck. Im Juli 2018 heiratete Sykes das brasilianische Model Alissa Salls. Am 17. Juli 2025 gaben sie die Geburt von Zwillingen, einer Tochter und einem Sohn, bekannt.
Sykes ist bekennender Atheist und erklärte, dass er nicht an einen Gott glaube. Er wurde gebeten, an Gott zu glauben, als es ihm schlecht ging. Auch sagte er, dass er nicht verstehen konnte, warum er einen Gott brauche oder etwas, das nicht existiere. Dabei gibt er zu verstehen, dass er weder sich selbst noch die anderen im Recht sehe. Wenn dieser Glaube keinen Einfluss auf andere Menschen haben würde, hätte er keine Probleme damit. Allerdings sieht Sykes durch einen Glauben an Gott andere Menschen zwanghaft beeinflusst und bezeichnet die Religion als größte Ursache für die Tumulte in der Welt.

### Nottingham-Vorfall
Während der Band-Tour durch England wurden Ermittlungen gegen Sykes eingeleitet, da er bei einem Konzert der Band in Nottingham auf einen weiblichen Fan uriniert haben soll, nachdem dieser Sykes eine Abfuhr erteilt hatte. Sykes wurde von der Polizei festgenommen.
Das Online-Musikmagazine Drowned In Sound berichtete, dass die Band vom Betreiber des Rock City nie mehr im Rock City spielen dürfen. Das Label Visible Noise verneinte das Statement des Magazins und die Band spielte im Dezember 2007 ein weiteres Konzert im Rock City.
Am 13. April erschien Sykes vor dem Nottingham Magistrates Court wegen des Vorfalls, wo er angab, in der Sache nicht schuldig zu sein. Der Fall wurde Anfang Mai weiterverhandelt. Am 3. Mai wurde der Fall neu aufgenommen, jedoch bestand Sykes weiterhin auf seine Unschuld. Ein erneutes Verfahren fand im September statt. Die Anklagen gegen Sykes wurden schließlich aufgrund mangelnder Beweise fallen gelassen.
Auf diesen Zwischenfall bezieht er sich explizit in dem Song „No Need for Introductions I've Read About Girls Like You on the Back of Toilet Doors“, veröffentlicht auf dem Album Suicide Season.

### Der Architects-Vorfall

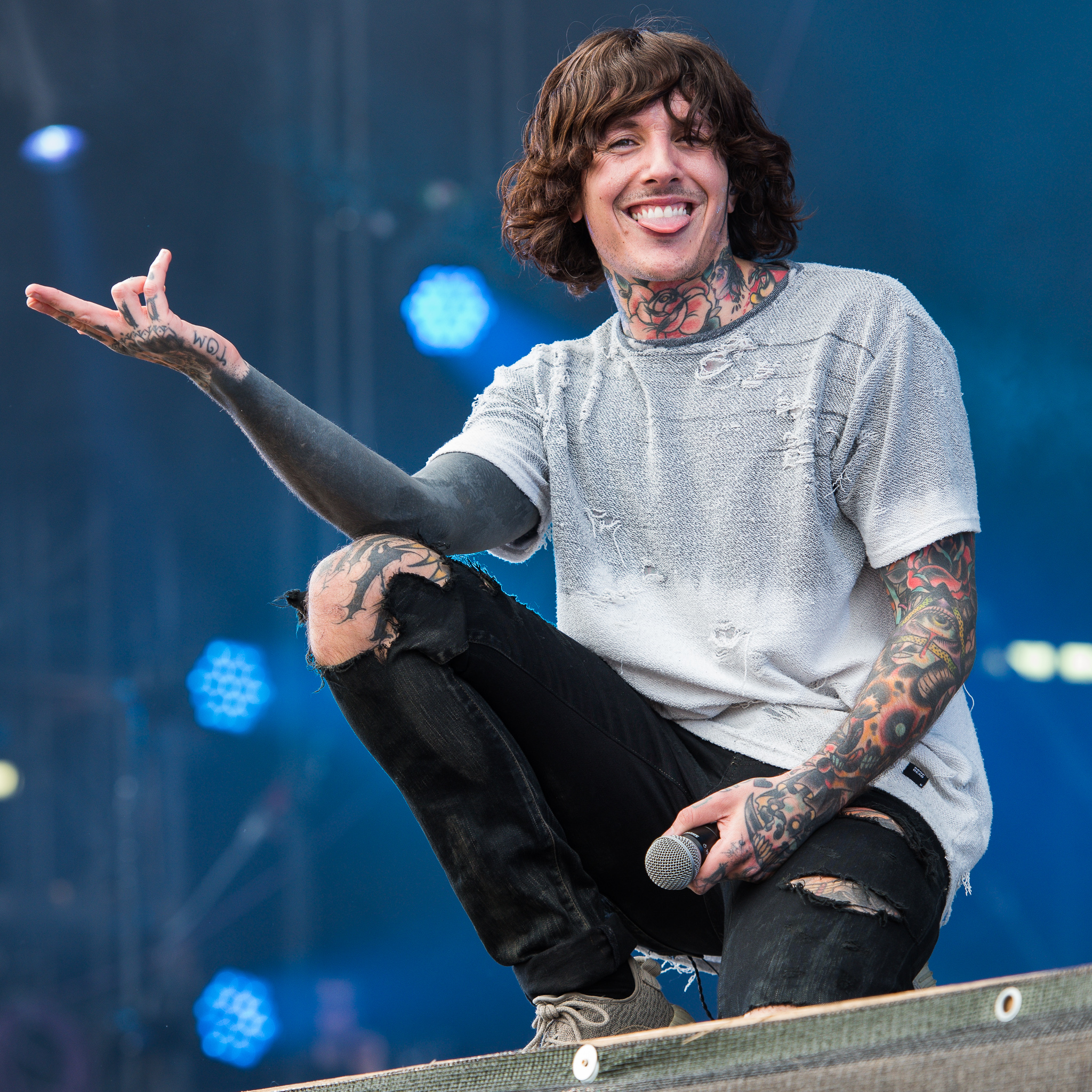
Sykes beim Rock im Park 2016

Während einer anderen Tour wurde ein Video gedreht, das Sykes bei mehreren Kämpfen mit Architects-Frontmann Sam Carter zeigt. Demnach soll Sykes von Carter während eines Konzertes beider Bands, das in Karlsruhe stattfand, zusammengeschlagen worden sein. Das Video wurde auf der Videoplattform YouTube hochgeladen und wurde von tausenden Menschen angeklickt. Carter erhielt aufgrund dieser Szenen hunderte Hass-Mails von BMTH-Fans. Sykes gab dazu in einem Interview zu Protokoll, dass Tageskonzerte ziemlich schnell langweilig werden können und diese Kampfszenen gespielt wurden, um der Langeweile zu entkommen. Nachdem Sykes sein Statement zu dem Vorfall abgegeben hatte, normalisierte sich die Beziehung zwischen den Fans und der Band Architects.

### Der Facebook-Vorfall
Im Oktober 2011 gab sich der 20-jährige David Russell aus England im sozialen Netzwerk Facebook als Sykes aus und lockte einen weiblichen Fan der Band aus den USA nach Sheffield. In England angekommen brachte er sein 19-jähriges Opfer dazu, sich die Augen zu verbinden. In einem Waldstück versuchte er das Mädchen umzubringen, was nicht gelang. Russell wurde wegen Entführung und versuchten Mordes von einem Nottinghamer Gericht zu 17 Jahren Haft verurteilt.

### Drogenproblem
Am 21. Juli 2014 wurde bekannt, dass Sykes seit längerem mit einem Drogenproblem zu kämpfen hatte. Sykes sagte in seiner Ansprache bei den Alternative Press Music Awards, dass er von Ketamin abhängig war. Bevor er mit der Band an ihrem letzten Album Sempiternal arbeitete, welches bei der Preisverleihung ausgezeichnet wurde, habe er einen Monat lang in einer Entzugsklinik verbracht.

„I want to say something that I never thought I’d actually talk about. Before we wrote ‘Sempiternal’ I was a f–king drug addict. I was addicted to a drug called ketamine; I was on it for years and I was f–ked off my head. My band wanted to kill me, my parents wanted to kill me and my f–king brother wanted to kill me; everyone wanted to kill me, everybody wanted to f–king take me to hell, but they didn’t. They stood by me, they supported me through all of that s–t and we wrote ‘Sempiternal’ because of it. No one f–king knows, no one f–king knows this, but I went to rehab for a month, and through that time, as well as my f–king band and my family, you guys – you had no f–king idea that I was in rehab – but you were sending me letters, you were sending me texts, you were sending me f–king emails. And when I got out of that rehab I didn’t want to f–king scream anymore, I wanted to sing it from the f–king rooftops. And it’s all thanks to you, so thank you very much.“

## Drop Dead Clothing
Drop Dead Clothing ist ein von Sykes gegründetes Szene-Mode-Label. Es wurde kurz nach der Gründung der Band Bring Me the Horizon ins Leben gerufen. Mit dem Erfolg der Band wuchs auch die Resonanz des Labels in der Szene. Ursprünglich wurden die oft makaberen Motive von Sykes persönlich gestaltet, doch im Zuge steigender Nachfrage und dem damit verbundenen Ausbau des Sortiments ging das Unternehmen dazu über, fortan diverse unabhängige, freie Künstler mit der Gestaltung der Motive zu beschäftigen. Das Markenzeichen des Labels, eine untote Katze, wurde vom Szene-Künstler Michael Shantz entworfen, der sich auch für das Merchandise einiger anderer Bands des Metal/Hardcore-Genres verantwortlich zeichnet.
Nach dem Erfolg des Debütalbums Count Your Blessings von BMTH wuchs die Bekanntheit des Labels weiter, sodass Sykes seinen jüngeren Bruder, Tom und seine Mutter Carol einstellte. Seit 2008 bietet Drop Dead seine Artikel weltweit an und mit Lostprophets, TaGa, Gallows und Kano konnte das Label auch bekannte Käufer werben.
Am 1. Mai 2010 eröffnete der erste Drop Dead Shop in London. Die ersten 100 Besucher erhielten ein kostenloses T-Shirt, das persönlich von Sykes übergeben wurde. Da Sykes Veganer ist und sich bei PETA-Kampagne gegen das amerikanische Fastfood-Unternehmen Kentucky Fried Chicken engagiert, verkauft er bei Drop Dead auch T-Shirts mit dem Aufdruck „Meat sucks“.

## Nebenprojekte

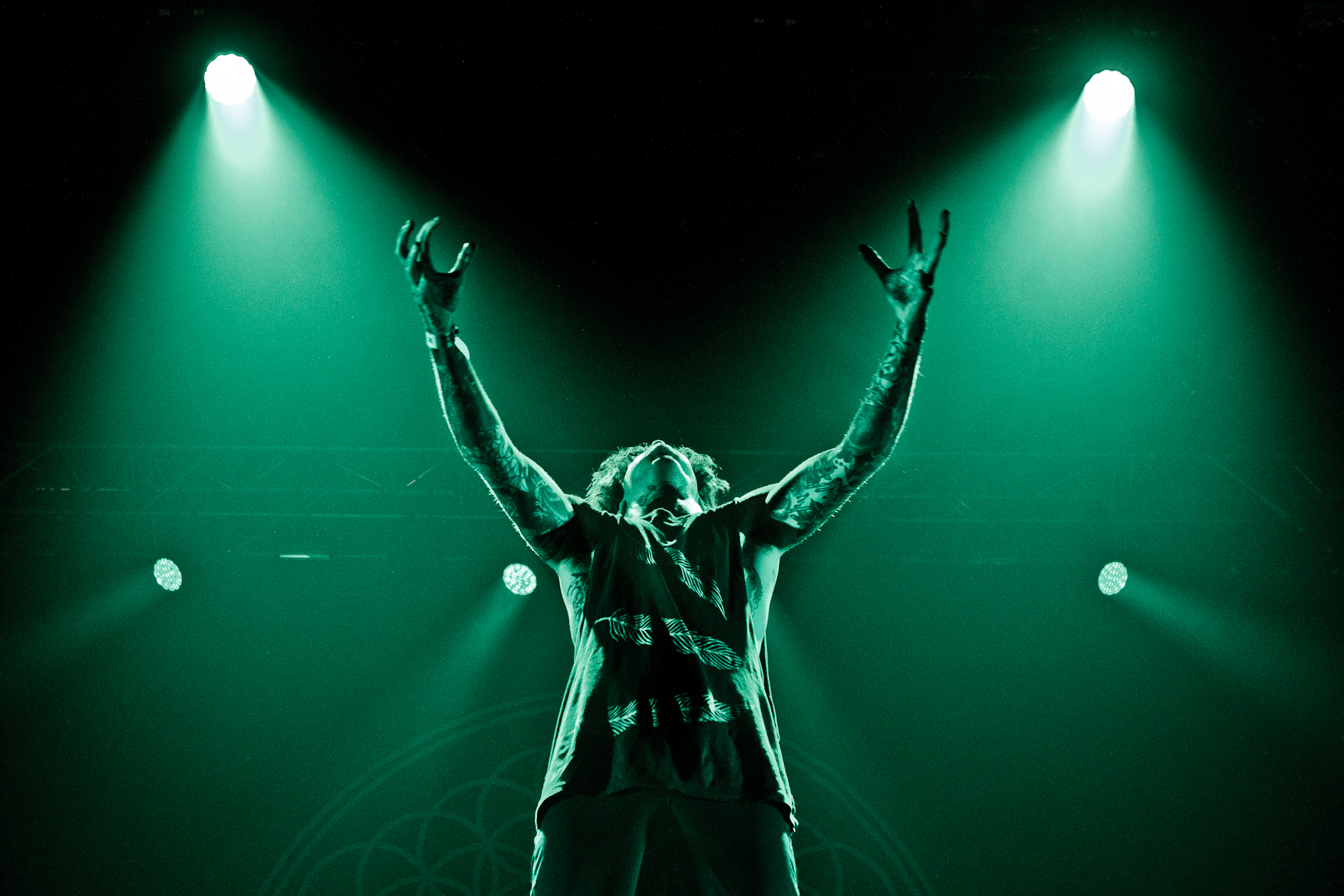
Sykes auf dem Southside Festival 2014

Womb 2 da Tomb ist ein zurzeit ruhendes Rap-Projekt des Sängers, das er gemeinsam mit seinem Bruder Tom und Matt Nicholls gegründet hat. Bisher wurden 4 Songs des Projektes auf MySpace veröffentlicht: Get Out da Hod, Sucka, Lady Don't Get Shady und Free Nelson Mandela. Bei letzterem handelt es sich um einen Remix.
Ein weiteres Projekt ist die Death-Metal-Combo Purple Curto. Dort spielt Sykes Schlagzeug und ist Sänger. Neil Whitley ist Gitarrist des Projektes. Auch dieses Projekt veröffentlichte vier Songs, die Sunshine Club, Freakosaurus, I Told Jimi Hendrix To Go und Cider In Babylon heißen.
Oli Has a Deathwish (früher: Olisaurus) ist ein Solo-Projekt von Sykes. Dieses Projekt ist dem Emo zuzuordnen. Bisher hat das Projekt einen Song veröffentlicht, der As Drunk as an Owl heißt.

## Weiteres
- Sykes war Vegetarier[19] und beteiligte sich an PETA-Kampagnen gegen KFC.
- 2008 wurde Sykes zu dem Sexiest Vegetarian Man Of The World nominiert. Die Namen aller Nominierten wurden auf der offiziellen PETA-Homepage aufgelistet.[19] Darunter waren auch Paul McCartney, Rob Zombie, Serj Tankian, Pamela Anderson, Joss Stone und Hayden Panettiere. Alyssa Milano und Frank Iero gewannen die Auszeichnung.

## Diskografie
Singles
- 2011: Bite My Tongue (You Me at Six feat. Oliver Sykes, UK: Silber)[20]